# پوتسنگک
پوتسنگک (به لهستانی:  Pucnik) یک روستا در لهستان است که در گمینا کومپراخچیتسه واقع شده‌است.